# Taylor-Formel
Die Taylor-Formel (auch Satz von Taylor) ist ein Resultat aus dem mathematischen Teilgebiet der Analysis. Sie ist benannt nach dem Mathematiker Brook Taylor. Man kann diese Formel verwenden, um Funktionen in der Umgebung eines Punktes durch Polynome, die sogenannten Taylorpolynome, anzunähern. Man spricht auch von der Taylor-Näherung. Die Taylor-Formel ist aufgrund ihrer relativ einfachen Anwendbarkeit und Nützlichkeit ein Hilfsmittel in vielen Ingenieur-, Sozial- und Naturwissenschaften geworden. So kann ein komplizierter analytischer Ausdruck durch ein Taylorpolynom geringen Grades (oftmals gut) angenähert werden, z. B. in der Physik oder bei der Ausgleichung geodätischer Netze. Die oft verwendete Kleinwinkelnäherung des Sinus ist eine nach dem ersten Glied abgebrochene Taylorreihe dieser Funktion.
Eng verwandt mit der Taylor-Formel ist die sogenannte Taylorreihe (Taylor-Entwicklung).

## Motivation

### Annäherung durch Tangente
Eine Näherung für eine differenzierbare Funktion {\displaystyle f} an einer Stelle {\displaystyle a} durch eine Gerade, also durch ein Polynom 1. Grades, ist gegeben durch die Tangente mit der Gleichung
{\displaystyle T_{1}f(x;a)=f(a)+f'(a)(x-a)}.
Sie lässt sich dadurch charakterisieren, dass an der Stelle {\displaystyle x=a} die Funktionswerte und die Werte der 1. Ableitung (= Steigung) von {\displaystyle f(x)} und {\displaystyle T_{1}f(x;a)} übereinstimmen: {\displaystyle f(a)=T_{1}f(a;a),f'(a)=T_{1}'f(a;a)}.
Wenn man den Rest {\displaystyle R_{1}f(x;a):=f(x)-T_{1}f(x;a)} definiert, so gilt {\displaystyle f(x)=T_{1}f(x;a)+R_{1}f(x;a)}. Die Funktion {\displaystyle T_{1}f(x;a)} approximiert {\displaystyle f} in der Nähe der Stelle {\displaystyle x=a} in dem Sinne, dass für den Rest  gilt
{\displaystyle (1)~\lim _{x\to a}{\frac {R_{1}f(x;a)}{x-a}}=\lim _{x\to a}{\frac {f(x)-T_{1}f(x;a)}{x-a}}=\lim _{x\to a}{\frac {f(x)-f(a)}{x-a}}-f'(a)=0} (siehe bei der Definition der Ableitung).

### Annäherung durch Schmiegparabel
Man kann vermuten, dass man für zweimal differenzierbares {\displaystyle f} eine noch bessere Näherung erhält, wenn man dazu ein quadratisches Polynom {\displaystyle T_{2}f(x;a)} verwendet, von dem man verlangt, dass zusätzlich noch {\displaystyle T_{2}''f(a;a)=f''(a)} gilt. Der Ansatz {\displaystyle T_{2}f(x;a)=a_{0}+a_{1}(x-a)+a_{2}(x-a)^{2}} führt durch Berechnung der Ableitungen auf {\displaystyle a_{0}=f(a),a_{1}=f'(a)} und {\displaystyle a_{2}={\frac {1}{2}}f''(a)}, also
{\displaystyle T_{2}f(x;a)=f(a)+f'(a)(x-a)+{\frac {1}{2}}f''(a)(x-a)^{2}}.
Diese Näherungsfunktion bezeichnet man auch als Schmiegparabel.
Man definiert nun dazu den passenden Rest {\displaystyle R_{2}f(x;a):=f(x)-T_{2}f(x;a)}, sodass wieder {\displaystyle f(x)=T_{2}f(x;a)+R_{2}f(x;a)}. Dann erhält man, dass die Schmiegparabel die gegebene Funktion bei {\displaystyle x=a} in der Tat besser approximiert, da nun (mit der Regel von de L’Hospital):
{\displaystyle \lim _{x\to a}{\frac {R_{2}f(x;a)}{(x-a)^{2}}}=\lim _{x\to a}{\frac {f(x)-f(a)-f'(a)(x-a)}{(x-a)^{2}}}-{\frac {1}{2}}f''(a)=\lim _{x\to a}{\frac {f'(x)-f'(a)}{2(x-a)}}-{\frac {1}{2}}f''(a)=0}
gilt.

### Annäherung durch Polynome vom Gradn
Dieses Vorgehen lässt sich nun leicht auf Polynome {\displaystyle n}-ten Grades {\displaystyle T_{n}(x)} verallgemeinern: Hier soll gelten
{\displaystyle T_{n}f(a;a)=f(a),\ T_{n}'f(a;a)=f'(a),\ \ldots ,\ T_{n}^{(n)}f(a;a)=f^{(n)}(a)}.
Es ergibt sich
{\displaystyle T_{n}f(x;a)=f(a)+{\frac {f'(a)}{1!}}(x-a)+{\frac {f''(a)}{2!}}(x-a)^{2}+\dotsb +{\frac {f^{(n)}(a)}{n!}}(x-a)^{n}}.
Mit der Regel von de L’Hospital finden wir außerdem:
{\displaystyle \lim _{x\to a}{\frac {f(x)-T_{n}f(x;a)}{(x-a)^{n}}}=\lim _{x\to a}{\frac {f'(x)-T_{n}'f(x;a)}{n(x-a)^{n-1}}}}.
Daher ergibt sich mit vollständiger Induktion über {\displaystyle n}, dass für {\displaystyle R_{n}f(x;a)=f(x)-T_{n}f(x;a)} gilt:
{\displaystyle \lim _{x\to a}{\frac {R_{n}f(x;a)}{(x-a)^{n}}}=0}.

## Qualitative Taylorformel
Ist {\displaystyle f} {\displaystyle n}-mal differenzierbar, so folgt sofort aus der obigen Betrachtung, dass
{\displaystyle f(x)=T_{n}f(x;a)+R_{n}f(x;a)=T_{n}f(x;a)+o(|x-a|^{n}),\quad x\rightarrow a,}
wobei {\displaystyle o} für die Landau-Notation steht. Diese Formel nennt man „qualitative Taylorformel“.
Ist {\displaystyle f} sogar {\displaystyle (n+1)}-mal stetig differenzierbar, so lässt sich {\displaystyle R_{n}f(x;a)} mithilfe des Lagrange-Restglieds (siehe unten) gegen {\displaystyle |x-a|^{n+1}} abschätzen, und man erhält die Darstellung
{\displaystyle f(x)=T_{n}f(x;a)+R_{n}f(x;a)=T_{n}f(x;a)+{\mathcal {O}}(|x-a|^{n+1}),\quad x\rightarrow a,}
wobei {\displaystyle {\mathcal {O}}} wiederum für die entsprechende Landau-Notation steht. Diese Formel wird ebenfalls „qualitative Taylorformel“ genannt.
Aus beiden Darstellungen folgt: Je näher {\displaystyle x} bei {\displaystyle a} liegt, desto besser approximiert also {\displaystyle T_{n}f(x;a)} (das sog. Taylorpolynom, siehe unten) an der Stelle {\displaystyle x} die Funktion {\displaystyle f}.

## Definitionen und Satz
Im Folgenden wird die Taylor-Formel mit Integralrestglied vorgestellt. Die Taylor-Formel existiert auch in Varianten mit anderem Restglied; diese Formeln folgen jedoch aus der Taylor-Formel mit Integralrestglied. Sie stehen unten im Abschnitt Restgliedformeln.
Sei {\displaystyle I\subset \mathbb {R} } ein Intervall und {\displaystyle f\colon I\to \mathbb {R} } eine {\displaystyle (n+1)}-mal stetig differenzierbare Funktion. In den folgenden Formeln stehen {\displaystyle f',f'',\dots ,f^{(k)}} für die erste, zweite, …, {\displaystyle k}-te Ableitung der Funktion {\displaystyle f}.

### Taylorpolynom
Das {\displaystyle n}-te Taylorpolynom an der Entwicklungsstelle {\displaystyle a\in I} ist definiert durch:
{\displaystyle {\begin{aligned}T_{n}f(x;a)=&\sum _{k=0}^{n}{f^{(k)}(a) \over k!}(x-a)^{k}\\=&f(a)+{\frac {f'(a)}{1!}}(x-a)+{\frac {f''(a)}{2!}}(x-a)^{2}+\ldots +{\frac {f^{(n)}(a)}{n!}}(x-a)^{n}\end{aligned}}}
Damit gehört es zu den Potenzreihen.

### Integralrestglied
Das {\displaystyle n}-te Integralrestglied ist definiert durch:
{\displaystyle R_{n}f(x;a)=\int \limits _{a}^{x}{\frac {(x-t)^{n}}{n!}}f^{(n+1)}(t)\,\mathrm {d} t}

### Satz (Taylorformel mit Integralrestglied)
Für alle {\displaystyle a} und {\displaystyle x} aus {\displaystyle I} gilt:
{\displaystyle {\begin{aligned}f(x)=&T_{n}f(x;a)+R_{n}f(x;a)\\=&\sum _{k=0}^{n}{f^{(k)}(a) \over k!}(x-a)^{k}+\int \limits _{a}^{x}{\frac {(x-t)^{n}}{n!}}f^{(n+1)}(t)\,\mathrm {d} t\end{aligned}}}

## Beweis
Der Beweis der Taylor-Formel mit Integralrestglied erfolgt durch vollständige Induktion über {\displaystyle n}.
Der Induktionsanfang {\displaystyle n=0} entspricht dabei genau dem Fundamentalsatz der Analysis, angewendet auf die einmal stetig differenzierbare Funktion {\displaystyle f}:
{\displaystyle f(x)=f(a)+\int \limits _{a}^{x}f'(t)\,\mathrm {d} t=T_{0}f(x;a)+R_{0}f(x;a)}
Der Induktionsschritt {\displaystyle n\rightarrow n+1} (es ist zu zeigen, dass die Formel stets auch für {\displaystyle n+1} gilt, falls sie für ein {\displaystyle n} gilt) erfolgt durch partielle Integration. Für {\displaystyle (n+2)}-mal stetig differenzierbares {\displaystyle f} ergibt sich:
{\displaystyle {\begin{aligned}&{\frac {f^{(n+1)}(a)}{(n+1)!}}(x-a)^{n+1}+R_{n+1}f(x;a)\\=&{\frac {f^{(n+1)}(a)}{(n+1)!}}(x-a)^{n+1}+\int \limits _{a}^{x}{\frac {(x-t)^{n+1}}{(n+1)!}}f^{(n+2)}(t)\,\mathrm {d} t\\=&{\frac {f^{(n+1)}(a)}{(n+1)!}}(x-a)^{n+1}+\left[{\frac {(x-t)^{n+1}}{(n+1)!}}f^{(n+1)}(t)\right]_{t=a}^{t=x}-\int \limits _{a}^{x}{\frac {-(x-t)^{n}}{n!}}f^{(n+1)}(t)\,\mathrm {d} t\\=&{\frac {(x-a)^{n+1}}{(n+1)!}}f^{(n+1)}(a)-{\frac {(x-a)^{n+1}}{(n+1)!}}f^{(n+1)}(a)+R_{n}f(x;a)\\=&R_{n}f(x;a)\end{aligned}}}
und somit
{\displaystyle T_{n+1}f(x;a)+R_{n+1}f(x;a)=T_{n}f(x;a)+R_{n}f(x;a)=f(x)}.

## Restgliedformeln
Es gibt außer der Integralformel noch andere Darstellungen des Restgliedes.

### Schlömilch-Restglied und dessen Herleitung
Nach dem Mittelwertsatz der Integralrechnung ergibt sich für jede natürliche Zahl {\displaystyle p} mit {\displaystyle 1\leq p\leq n+1}, dass es ein {\displaystyle \xi } zwischen {\displaystyle a} und {\displaystyle x} gibt, sodass:
{\displaystyle \int \limits _{a}^{x}{f^{(n+1)}(t){\frac {(x-t)^{n+1-p}}{n!}}\cdot (x-t)^{p-1}\,\mathrm {d} t}={\frac {f^{(n+1)}(\xi )(x-\xi )^{n+1-p}}{n!}}\cdot \underbrace {\int \limits _{a}^{x}{(x-t)^{p-1}\,\mathrm {d} t}} _{={\frac {(x-a)^{p}}{p}}}}
Damit folgt die Schlömilchsche Restgliedform:
{\displaystyle R_{n}f(x;a)=\int \limits _{a}^{x}{\frac {(x-t)^{n}}{n!}}f^{(n+1)}(t)\,\mathrm {d} t={\frac {f^{(n+1)}(\xi )}{p\cdot n!}}(x-\xi )^{n+1-p}(x-a)^{p}}
für ein {\displaystyle \xi } zwischen {\displaystyle a} und {\displaystyle x}.

### Spezialfälle des Schlömilch-Restglieds
Ein Spezialfall, nämlich der mit {\displaystyle p=1}, ist die Form nach Cauchy:
{\displaystyle R_{n}f(x;a)={\frac {f^{(n+1)}(\xi )}{n!}}(x-\xi )^{n}(x-a)}
für ein {\displaystyle \xi } zwischen {\displaystyle a} und {\displaystyle x}.
Im Spezialfall {\displaystyle p=n+1} erhalten wir das Lagrangesche Restglied:
{\displaystyle R_{n}f(x;a)={\frac {f^{(n+1)}(\xi )}{(n+1)!}}(x-a)^{n+1}}
für ein {\displaystyle \xi } zwischen {\displaystyle a} und {\displaystyle x}. Bei dieser Darstellung braucht die {\displaystyle (n+1)}-te Ableitung von {\displaystyle f} nicht stetig zu sein.

#### Peano-Restglied
Mit der Taylorformel mit Lagrange-Restglied erhält man für {\displaystyle n}-mal stetig differenzierbares {\displaystyle f} außerdem:
{\displaystyle f(x)=T_{n-1}f(x;a)+{\frac {f^{(n)}(\xi )}{n!}}(x-a)^{n}=T_{n}f(x;a)+{\frac {f^{(n)}(\xi )-f^{(n)}(a)}{n!}}(x-a)^{n}}
Darum kann man als Restglied auch
{\displaystyle R_{n}f(x;a)={\frac {f^{(n)}(\xi )-f^{(n)}(a)}{n!}}(x-a)^{n}}
verwenden, wobei {\displaystyle f} hier nur {\displaystyle n}-mal stetig differenzierbar sein muss. Dieses Restglied nennt man Peano-Restglied.

### Weitere Darstellung
Setzt man {\displaystyle \Theta ={\tfrac {\xi -a}{x-a}}}, das heißt {\displaystyle \xi =a+\Theta (x-a)}, so erhält die Lagrangesche Darstellung die Form
{\displaystyle R_{n}f(x;a)={\frac {f^{(n+1)}(a+\Theta (x-a))}{(n+1)!}}(x-a)^{n+1}},
die Schlömilchsche
{\displaystyle R_{n}f(x;a)={\frac {f^{(n+1)}(a+\Theta (x-a))}{p\cdot n!}}(1-\Theta )^{n+1-p}(x-a)^{n+1}},
und die Cauchysche
{\displaystyle R_{n}f(x;a)={\frac {f^{(n+1)}(a+\Theta (x-a))}{n!}}(1-\Theta )^{n}(x-a)^{n+1}}
jeweils für ein {\displaystyle \Theta } zwischen 0 und 1.

## Restgliedabschätzung
Liegt das Intervall {\displaystyle (a-r,a+r)} in {\displaystyle I} (der Definitionsbereich von {\displaystyle f}), kann man mit dem Restglied von Lagrange (siehe im Abschnitt Restgliedformeln) für alle {\displaystyle x\in (a-r,a+r)} und wegen {\displaystyle \xi } zwischen {\displaystyle a} und {\displaystyle x} (und somit auch {\displaystyle \xi \in (a-r,a+r)}) folgende Abschätzung herleiten:
{\displaystyle |R_{n}f(x;a)|=\left|{\frac {f^{(n+1)}(\xi )}{(n+1)!}}(x-a)^{n+1}\right|\leq \sup _{\xi \in (a-r,a+r)}\left|{\frac {f^{(n+1)}(\xi )}{(n+1)!}}(x-a)^{n+1}\right|}
Gilt {\displaystyle |f^{(n+1)}(x)|\leq M_{n}} für alle {\displaystyle x\in (a-r,a+r)}, so gilt daher für das Restglied die Abschätzung
{\displaystyle \forall x\in (a-r,a+r):|R_{n}f(x;a)|\leq M_{n}{\frac {|x-a|^{n+1}}{(n+1)!}}\leq M_{n}{\frac {r^{n+1}}{(n+1)!}}}.
Restgliedabschätzungen sind nicht auf den „reellen Fall“ beschränkt. Ist {\displaystyle D\subseteq \mathbb {K} } (mit {\displaystyle \mathbb {K} \in \{\mathbb {R} ,\mathbb {C} \}}) konvex (für {\displaystyle \mathbb {K} =\mathbb {R} } zum Beispiel ein Intervall und für {\displaystyle \mathbb {K} =\mathbb {C} } ein konvexes Gebiet) mit {\displaystyle a\in D}, so existiert für jede {\displaystyle n}-mal stetig differenzierbare Abbildung {\displaystyle f\colon D\to \mathbb {C} } ein stetiges Restglied {\displaystyle R_{n}(f,a)\colon D\to \mathbb {C} }, sodass
{\displaystyle f(x)=\sum _{k=0}^{n}{\frac {f^{(k)}(x)}{k!}}(x-a)^{k}+R_{n}(f,a)(x),\qquad x\in D.}
Das Restglied genügt für {\displaystyle x\in D} der Abschätzung
{\displaystyle |R_{n}(f,a)(x)|\leq {\frac {|x-a|^{n}}{(n-1)!}}\sup _{0<t<1}|f^{(n)}(a+t(x-a))-f^{(n)}(a)|.}

## Näherungsformeln für Sinus und Kosinus
Eine Anwendung der Taylorformel sind Näherungsformeln, hier vorgestellt am Beispiel Sinus und Kosinus (wobei das Argument im Bogenmaß angegeben wird).
Für {\displaystyle f(x)=\sin(x)} gilt {\displaystyle f'(x)=\cos(x),\,f''(x)=-\sin(x),\,f'''(x)=-\cos(x),f''''(x)=\sin(x)}, also lautet das 4. Taylorpolynom der Sinusfunktion an der Entwicklungsstelle 0
{\displaystyle T_{4}\sin(x;0)=f(0)+f'(0)x+{\frac {1}{2}}f''(0)x^{2}+{\frac {1}{6}}f'''(0)x^{3}+{\frac {1}{24}}f''''(0)x^{4}=x-{\frac {x^{3}}{6}}.}
Aus {\displaystyle f^{(5)}(x)=\cos(x)} ergibt sich für das Restglied von Lagrange {\displaystyle R_{4}\sin(x;0)={\frac {f^{(5)}(\xi )}{5!}}x^{5}={\frac {\cos(\xi )}{120}}x^{5}} mit {\displaystyle \xi } zwischen 0 und {\displaystyle x}. Wegen {\displaystyle |{\cos(\xi )}|\leq 1} folgt die Restgliedabschätzung {\displaystyle |T_{4}\sin(x;0)-\sin(x)|\leq {\frac {|x|^{5}}{120}}}.
Liegt {\displaystyle x} zwischen {\displaystyle -{\frac {\pi }{4}}} und {\displaystyle {\frac {\pi }{4}}}, dann liegt die relative Abweichung {\displaystyle \left|{\frac {T_{4}\sin(x;0)-\sin(x)}{\sin(x)}}\right|} von {\displaystyle T_{3}\sin(x;0)} zu {\displaystyle \sin(x)} bei unter 0,5 %.
Tatsächlich genügt für die Annäherung des Sinus auf diese Genauigkeit sogar schon das Taylorpolynom 3. Ordnung, da {\displaystyle f''''(0)=0} für {\displaystyle f(x)=\sin(x)}, und daher {\displaystyle T_{3}\sin(x;0)=T_{4}\sin(x;0)}. Daraus ergibt sich auch folgende weitere Abschätzung für drittes und viertes Taylorpolynom, die bei sehr großen x genauer ist:
{\displaystyle |T_{4}\sin(x;0)-\sin(x)|\leq {\frac {x^{4}}{24}}}
Die folgende Abbildung zeigt die Graphen einiger Taylorpolynome des Sinus um Entwicklungsstelle 0 für {\displaystyle n=1,3,5,15}. Der Graph zu {\displaystyle n=\infty } gehört zur Taylorreihe, die mit der Sinusfunktion übereinstimmt.

Approximation des Sinus durch Taylorpolynome bis

Das vierte Taylorpolynom {\displaystyle T_{4}\cos(x;0)} der Kosinusfunktion an der Entwicklungsstelle 0 hat im Horner-Schema diese Gestalt:
{\displaystyle \cos(x)\approx T_{4}\cos(x;0)=\left({\frac {x^{2}}{12}}-1\right)\cdot {\frac {x^{2}}{2}}+1}
Liegt x zwischen {\displaystyle -{\frac {\pi }{4}}} und {\displaystyle {\frac {\pi }{4}}}, dann liegt die relative Abweichung {\displaystyle \left|{\frac {T_{4}\cos(x;0)-\cos(x)}{\cos(x)}}\right|} bei unter 0,05 %.
Auch für Kotangens und Tangens kann man diese Formeln nutzen, denn es ist
{\displaystyle \tan(x)\sim t(x)={\frac {T_{3}\sin(x;0)}{T_{4}\cos(x;0)}}}
mit einer relativen Abweichung von unter 0,5 % für {\displaystyle \left|x\right|<{\frac {\pi }{4}}}, und {\displaystyle \cot(x)\sim 1/t(x)} mit derselben relativen Abweichung (dabei ist {\displaystyle t} kein Taylorpolynom des Tangens).
Braucht man eine noch höhere Genauigkeit für seine Näherungsformeln, dann kann man auf höhere Taylorpolynome zurückgreifen, die die Funktionen noch besser approximieren.

## Taylor-Formel im Mehrdimensionalen
Sei nun im Folgenden {\displaystyle f\colon \mathbb {R} ^{d}\to \mathbb {R} } eine {\displaystyle n+1}-mal stetig differenzierbare Funktion und {\displaystyle x=(x_{1},\ldots ,x_{d}),a=(a_{1},\ldots ,a_{d})\in \mathbb {R} ^{d}}. Sei ferner {\displaystyle F\colon \mathbb {R} \to \mathbb {R} }, {\displaystyle F(t)=f(a+th)}, wobei {\displaystyle h=x-a}.
Sei ferner wie in der Multiindex-Notation {\displaystyle D^{\alpha }={\frac {\partial ^{|\alpha |}}{\partial x_{1}^{\alpha _{1}}\cdots \partial x_{d}^{\alpha _{d}}}}}. Im folgenden Abschnitt wird die Multiindex-Notation verwendet, damit man sofort sieht, dass der mehrdimensionale Fall für {\displaystyle d=1} tatsächlich dieselben Formeln ergibt wie der eindimensionale Fall.

### Mehrdimensionales Taylorpolynom
Mit der mehrdimensionalen Kettenregel und Induktion erhält man, dass
{\displaystyle F^{(n)}(t)=\sum _{|\alpha |=n}\left({\begin{matrix}n\\\alpha \end{matrix}}\right)(x-a)^{\alpha }D^{\alpha }f(a+th)},
wobei {\displaystyle \left({\begin{matrix}n\\\alpha \end{matrix}}\right)} der Multinomialkoeffizient ist, siehe auch Multinomialtheorem.
Stellt man {\displaystyle F} im Punkt 1 durch ein Taylorpolynom mit Entwicklungsstelle 0 dar, so erhält man durch diese Formel die Definition des mehrdimensionalen Taylorpolynoms von {\displaystyle f} an der Entwicklungsstelle {\displaystyle a}:
{\displaystyle T_{n}f(x;a):=T_{n}F(1;0)=\sum _{|\alpha |=0}^{n}{\frac {(x-a)^{\alpha }}{\alpha !}}D^{\alpha }f(a)}
Hierbei wurde verwendet, dass {\displaystyle \left({\begin{matrix}n\\\alpha \end{matrix}}\right)\cdot {\frac {1}{n!}}={\frac {1}{\alpha !}}}.

#### Schmiegquadrik
Das zweite Taylorpolynom einer skalarwertigen Funktion in mehr als einer Variable kann bis zur zweiten Ordnung kompakter geschrieben werden als:
{\displaystyle T_{2}f(x;a)=f(a)+\nabla f(a)^{\mathrm {T} }(x-a)+{\frac {1}{2}}(x-a)^{\mathrm {T} }\operatorname {H} _{f}(a)(x-a)}
Dabei ist {\displaystyle \nabla f(a)} der Gradient und {\displaystyle \operatorname {H} _{f}(a)} die Hesse-Matrix von {\displaystyle f} jeweils an der Stelle {\displaystyle a}.
Das zweite Taylorpolynom nennt man auch Schmiegquadrik.

### Mehrdimensionales Integralrestglied
Ebenso definiert man das mehrdimensionale Restglied mithilfe der Multiindex-Notation:
{\displaystyle {\begin{aligned}R_{n}f(x;a):=&R_{n}F(1;0)=\int \limits _{0}^{1}{\frac {(1-t)^{n}}{n!}}F^{(n+1)}(t)\,\mathrm {d} t\\=&(n+1)\int \limits _{0}^{1}\sum _{|\alpha |=n+1}{\frac {(1-t)^{n}(x-a)^{\alpha }}{\alpha !}}D^{\alpha }f(a+th)\,\mathrm {d} t\end{aligned}}}

### Mehrdimensionale Taylor-Formel
Aus der eindimensionalen Taylor-Formel folgt, dass
{\displaystyle F(1)=T_{n}F(1;0)+R_{n}F(1;0)}
Nach der obigen Definition von {\displaystyle F(t)} erhält man daher:
{\displaystyle f(x)=T_{n}f(x;a)+R_{n}f(x;a)}

### Mehrdimensionale Restgliedformeln
Man kann auch die eindimensionalen Nicht-Integral-Restgliedformeln mithilfe der Formel für {\displaystyle F^{(n)}(t)} für den mehrdimensionalen Fall verallgemeinern.
Das Schlömilch-Restglied wird so zu
{\displaystyle R_{n}f(x;a)={\frac {(n+1)(1-\theta )^{n+1-p}}{p}}\sum _{|\alpha |=n+1}{\frac {(x-a)^{\alpha }D^{\alpha }f(a+\theta h)}{\alpha !}}},
das Lagrange-Restglied zu
{\displaystyle R_{n}f(x;a)=\sum _{|\alpha |=n+1}{\frac {(x-a)^{\alpha }D^{\alpha }f(a+\theta h)}{\alpha !}}},
und das Cauchy-Restglied zu
{\displaystyle R_{n}f(x;a)=(n+1)(1-\theta )^{n}\sum _{|\alpha |=n+1}{\frac {(x-a)^{\alpha }D^{\alpha }f(a+\theta h)}{\alpha !}}}
für jeweils ein {\displaystyle \theta \in [0,1]}.

### Qualitative Taylorformel
Nach der mehrdimensionalen Taylorformel ergibt sich mit dem Lagrange-Restglied:
{\displaystyle {\begin{aligned}\left|R_{n}f(x;a)\right|=&\left|f(x)-T_{n}f(x;a)\right|\\=&\left|\sum _{|\alpha |=n+1}{\frac {(x-a)^{\alpha }D^{\alpha }f(a+\theta h)}{\alpha !}}\right|\\\leq &\left\|x-a\right\|^{n+1}\sum _{|\alpha |=n+1}\left|{\frac {D^{\alpha }f(a+\theta h)}{\alpha !}}\right|\\\leq &C_{n}\left\|x-a\right\|^{n+1}\sup _{y\in U(a),\left|\alpha \right|=n+1}\left|D^{\alpha }f(y)\right|,\end{aligned}}}
wobei im vorletzten Schritt die Dreiecksungleichung und {\displaystyle |x_{i}-a_{i}|\leq \|x-a\|} angewendet wurde. Im letzten Schritt wurden die Ableitungen {\displaystyle D^{\alpha }f} durch ihr Supremum in einer (offenen) Umgebung {\displaystyle U(a)\subset \mathbb {R} ^{d}} von {\displaystyle a} (z. B.  {\displaystyle U(a)=B_{r}(a)} als {\displaystyle d}-dimensionale Kugel um {\displaystyle a} mit Radius {\displaystyle r}) abgeschätzt und die nur von {\displaystyle n} (und der Dimension {\displaystyle d}) abhängige Konstante {\textstyle C_{n}:=\sum _{\left|\alpha \right|=n+1}1/\alpha !} definiert. Vor allem für beschränkte Umgebungen {\displaystyle U(a)} gilt
{\displaystyle \sup _{\left|\alpha \right|=n+1}\left\|D^{\alpha }f\right\|_{L^{\infty }(U(a))}:=\sup _{y\in U(a),\left|\alpha \right|=n+1}\left|D^{\alpha }f(y)\right|<\infty ,}
da {\displaystyle {\overline {U(a)}}} kompakt und die Ableitungen {\displaystyle D^{\alpha }f} für {\displaystyle \left|\alpha \right|=n+1} nach Voraussetzung in {\displaystyle {\overline {U(a)}}} stetig sind.
Auf analoge Weise erhält man für den Fehler des {\displaystyle (n+1)}-ten Taylorpolynoms
{\displaystyle {\begin{aligned}\left|R_{n+1}f(x;a)\right|=&\left|f(x)-T_{n+1}f(x;a)\right|\\=&\left|\sum _{|\alpha |=n+1}{\frac {(x-a)^{\alpha }D^{\alpha }f(a+\theta h)}{\alpha !}}-\sum _{|\alpha |=n+1}{\frac {(x-a)^{\alpha }D^{\alpha }f(a)}{\alpha !}}\right|\\\leq &\|x-a\|^{n+1}\cdot \underbrace {\left|\sum _{|\alpha |=n+1}{\frac {D^{\alpha }f(a+\theta h)-D^{\alpha }f(a)}{\alpha !}}\right|} _{\to 0{\text{, }}x\to a}\end{aligned}}}
Der letzte Teil geht gegen null, da die partiellen Ableitungen vom Grad {\displaystyle n+1} nach Voraussetzung alle stetig sind und {\displaystyle a+\theta h} sich zwischen {\displaystyle x} und {\displaystyle a} befindet und somit auch nach {\displaystyle a} konvergiert, falls {\displaystyle x\to a}.
Aus den beiden Abschätzungen folgt die sogenannte „(mehrdimensionale) qualitative Taylorformel“:
{\displaystyle f(x)=T_{n}f(x;a)+{\mathcal {O}}(\|x-a\|^{n+1})=T_{n+1}f(x;a)+{\mathcal {o}}(\|x-a\|^{n+1})}
für {\displaystyle x\to a}, wobei die Landau-Notation {\displaystyle {\mathcal {O}}} bzw. {\displaystyle {\mathcal {o}}} verwendet wurde, um den Fehler {\displaystyle R_{n}f(x;a)} bzw. {\displaystyle R_{n+1}f(x;a)} gemäß den obigen Abschätzungen darzustellen.

### Beispiel
Es soll die Funktion
{\displaystyle f:\{(x_{1},x_{2})\in \mathbb {R} ^{2},\ x_{2}<1\}\to \mathbb {R} ,~(x_{1},x_{2})\mapsto \exp(x_{1}-x_{2})\cdot \log(1-x_{2})}
um den Punkt {\displaystyle a=(a_{1},a_{2})=(1,0)\in \mathbb {R} ^{2}} entwickelt werden.

Funktion (rot) und Taylorentwicklung (grün)

In diesem Beispiel soll die Funktion bis zum zweiten Grad entwickelt werden, d. h., man will ein Taylorpolynom zweiter Ordnung berechnen, also die sog. Schmiegquadrik. Es gilt also {\displaystyle n=2}. Wegen {\displaystyle |\alpha |\leq n} müssen, gemäß der Multiindexschreibweise, die Tupel {\displaystyle (0,0)}, {\displaystyle (1,0)}, {\displaystyle (0,1)}, {\displaystyle (2,0)}, {\displaystyle (1,1)} und {\displaystyle (0,2)} berücksichtigt werden. Dabei gilt wegen des Satzes von Schwarz, dass
{\displaystyle {\frac {\partial ^{2}f}{\partial x_{1}\partial x_{2}}}(a)={\frac {\partial ^{2}f}{\partial x_{2}\partial x_{1}}}(a)}.
Die partiellen Ableitungen der Funktion lauten:
{\displaystyle {\frac {\partial f}{\partial x_{1}}}(a)=\left[\exp(x_{1}-x_{2})\cdot \log(1-x_{2})\right]_{x=(1,0)}=0}

{\displaystyle {\frac {\partial f}{\partial x_{2}}}(a)=\left[-\exp(x_{1}-x_{2})\cdot \left(\log(1-x_{2})+{\frac {1}{1-x_{2}}}\right)\right]_{x=(1,0)}=-e}

{\displaystyle {\frac {\partial ^{2}f}{\partial x_{1}^{2}}}(a)=\left[\exp(x_{1}-x_{2})\cdot \log(1-x_{2})\right]_{x=(1,0)}=0}

{\displaystyle {\frac {\partial ^{2}f}{\partial x_{1}\partial x_{2}}}(a)={\frac {\partial ^{2}f}{\partial x_{2}\partial x_{1}}}(a)=\left[-\exp(x_{1}-x_{2})\cdot \left(\log(1-x_{2})+{\frac {1}{1-x_{2}}}\right)\right]_{x=(1,0)}=-e}

{\displaystyle {\frac {\partial ^{2}f}{\partial x_{2}^{2}}}(a)=\left[\exp(x_{1}-x_{2})\left(\log(1-x_{2})+{\frac {2}{1-x_{2}}}-{\frac {1}{(1-x_{2})^{2}}}\right)\right]_{x=(1,0)}=e}

Es folgt mit der mehrdimensionalen Taylor-Formel:
{\displaystyle {\begin{aligned}f(x)\approx &f(a)+{\frac {1}{1!}}{\frac {\partial f}{\partial x_{1}}}(a)~(x_{1}-a_{1})+{\frac {1}{1!}}{\frac {\partial f}{\partial x_{2}}}(a)~(x_{2}-a_{2})\\&+{\frac {1}{2!}}{\frac {\partial ^{2}f}{\partial x_{1}^{2}}}(a)~(x_{1}-a_{1})^{2}+{\frac {1}{1!1!}}{\frac {\partial ^{2}f}{\partial x_{1}\partial x_{2}}}(a)~(x_{1}-a_{1})(x_{2}-a_{2})\\&+{\frac {1}{2!}}{\frac {\partial ^{2}f}{\partial x_{2}^{2}}}(a)~(x_{2}-a_{2})^{2}\\&=0+0-e(x_{2}-0)+0-e(x_{1}-1)(x_{2}-0)+{\frac {1}{2}}e(x_{2}-0)^{2}\\&=-ex_{1}x_{2}+{\frac {1}{2}}ex_{2}^{2}\end{aligned}}}
Benutzt man die alternative Darstellung mit Hilfe des Gradienten und der Hesse-Matrix, so erhält man:
{\displaystyle {\begin{aligned}f(x)&\approx f(a)+\nabla f(a)^{T}(x-a)+{\frac {1}{2}}(x-a)^{T}H_{f}(a)(x-a)\\&=f(a)+{\begin{pmatrix}{\frac {\partial f}{\partial x_{1}}}(a)&{\frac {\partial f}{\partial x_{2}}}(a)\end{pmatrix}}{\begin{pmatrix}x_{1}-a_{1}\\x_{2}-a_{2}\end{pmatrix}}\\&\qquad +{\frac {1}{2}}{\begin{pmatrix}x_{1}-a_{1}&x_{2}-a_{2}\end{pmatrix}}{\begin{pmatrix}{\frac {\partial ^{2}f}{\partial x_{1}^{2}}}(a)&{\frac {\partial ^{2}f}{\partial x_{2}\partial x_{1}}}(a)\\{\frac {\partial ^{2}f}{\partial x_{1}\partial x_{2}}}(a)&{\frac {\partial ^{2}f}{\partial x_{2}^{2}}}(a)\end{pmatrix}}{\begin{pmatrix}x_{1}-a_{1}\\x_{2}-a_{2}\end{pmatrix}}\\&=0+{\begin{pmatrix}0&-e\end{pmatrix}}{\begin{pmatrix}x_{1}-1\\x_{2}\end{pmatrix}}+{\frac {1}{2}}{\begin{pmatrix}x_{1}-1&x_{2}\end{pmatrix}}{\begin{pmatrix}0&-e\\-e&e\end{pmatrix}}{\begin{pmatrix}x_{1}-1\\x_{2}\end{pmatrix}}\\&=-ex_{1}x_{2}+{\frac {1}{2}}ex_{2}^{2}\end{aligned}}}

## Taylor-Formel für Operatoren auf Banachräumen
Mit überraschend wenig Aufwand lässt sich die Taylor-Formel noch weiter verallgemeinern: Seien {\displaystyle X,Y,} Banachräume, {\displaystyle U\subseteq X} offen und nichtleer. Weiter sei {\displaystyle f:U\rightarrow Y} ein {\displaystyle (k+1)}-fach Fréchet-differenzierbarer Operator, sowie {\displaystyle a\in U,h\in X} mit {\displaystyle a+th\in U} für alle {\displaystyle t\in [0,1]}. Dann gilt:
{\displaystyle f(a+h)=f(a)+\sum \limits _{j=1}^{k}{\frac {1}{j!}}D^{j}f(a)(h,...,h)+R_{k+1}(a,h)}
Hierbei ist {\displaystyle D^{j}f(a)} die {\displaystyle j}-te Fréchet-Ableitung von {\displaystyle f}, d. h. eine stetige {\displaystyle j}-Linearform auf {\displaystyle X} mit Werten in {\displaystyle Y}. Das Restglied {\displaystyle R_{k+1}} erfüllt die folgende Eigenschaft: Für jedes Element des Dualraumes {\displaystyle T\in X^{*}} gilt:
{\displaystyle TR_{k+1}(a,h)=\int \limits _{0}^{1}{\frac {(1-t)^{k}}{k!}}TD^{k+1}f(a+th)(h,...,h)dt}
Beweis:
Sei {\displaystyle T\in Y^{*}} ein beliebiges Funktional, dann ist {\displaystyle \gamma :[0,1]\rightarrow \mathbb {R} ,t\mapsto Tf(a+th)} eine {\displaystyle (k+1)}-fach stetig differenzierbare, reellwertige Funktion, d. h. lässt sich mit der eindimensionalen Taylor-Formel schreiben als
{\displaystyle \gamma (1)=\gamma (0)+\sum \limits _{j=1}^{k}{\frac {\gamma ^{j}(0)}{j!}}(1-0)+\int \limits _{0}^{1}{\frac {(1-t)^{k}}{k!}}D^{k+1}\gamma (t)dt.}
Mit Hilfe der Kettenregel für die Fréchet-Ableitung folgt hieraus die gewünschte Formel für {\displaystyle Tf}. Da dies für jedes Element des Dualraumes gilt, folgt aus der Trennungsaussage des Satzes von Hahn-Banach die entsprechende Formel für {\displaystyle f}.